# Franck Riboud

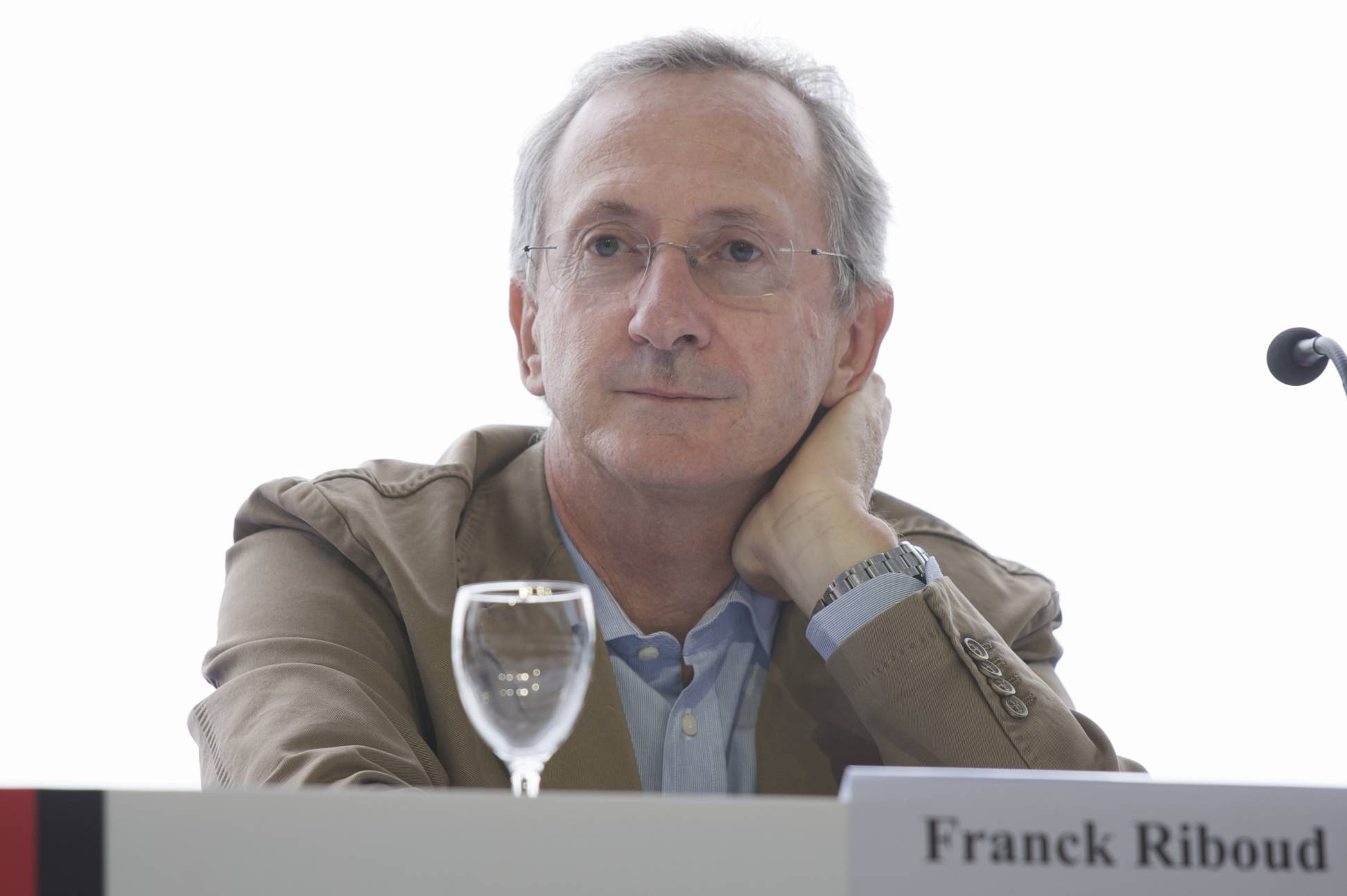
Franck Riboud in der MEDEF Summer University '08

Franck Riboud (* 7. Dezember 1955 in Lyon) ist ein französischer Manager.

## Leben
Riboud studierte an der Lycée Ampère in Lyon und an der École polytechnique fédérale de Lausanne in der Schweiz Wirtschaftswissenschaften. Von 1996 bis 2014 war er Vorstandsvorsitzender (PDG) des französischen Unternehmens Danone.